# Daniel Georg Balk
Daniel Georg Balk (auch Daniel George Balk; * 23. Juni 1764 in Königsberg, Königreich Preußen; † Anfang 1826 in Tula, Russisches Kaiserreich) war ein deutscher Mediziner.

## Leben und Wissenschaft
Daniel Georg Balk wurde als Sohn des Bernsteindrehers Daniel Georg Balk und dessen Ehefrau Sophie Dorothea Balk, geb. Porsch, in Königsberg geboren. Seinen ersten Unterricht erhielt Daniel Georg Balk zu Hause sowie im Collegium Fridericianum in Königsberg. Ab 1780 studierte er Medizin in Königsberg und in Berlin. 1787 promovierte er in Medizin und Chirurgie in seiner Heimatstadt. Anschließend zog es ihn in Baltikum. Balk war zunächst Privatarzt im kurländischen Goldingen (lettisch Kuldīga) und in Suwenischki (litauisch Suvainiškis). Von 1796 bis 1799 war er Kreisphysikus in Jakobstadt (lettisch Jēkabpils), ab Juni 1799 Arzt im Schwefel-Kurort Baldohn (lettisch Baldone) und von 1799 bis 1802 in Selburg (lettisch Sēlpils).
Von 1802 bis 1817 war Balk ordentlicher Professor der Pathologie, [medizinische] Semiotik und Therapie an der Universität im livländischen Dorpat (estnisch Tartu). Die Kaiserliche Universität zu Dorpat war 1802 vom russischen Zaren Alexander I. als deutschsprachige Universität im Zarenreich wiedergegründet worden. Vom 1. August 1803 bis 1. August 1804 war Balk nach dem Physiker Georg Friedrich Parrot der zweite Rektor der Universität. Balk war Kollegienrat und bekleidete viermal das Amt des Dekans der Medizinischen Fakultät (1804/05, 1808/09, 1811/12 und 1815/16). Auf Balk geht die Gründung des Universitätsklinikums in Tartu am 1. Mai 1804 zurück. Balk gilt auch als Begründer der Anthropologie an der Universität Tartu.
1817 zog Balk ohne seine Familie ins Innere Russlands. Er starb Anfang 1826 im zentralrussischen Tula.
Balk war mit der Königsbergerin Anna Katharina Räseke verheiratet.

## Werke
Bekanntestes Werk Daniel George Balks waren die Auszüge aus dem Tagebuch eines ausübenden Arztes, über verschiedene Gegenstände der Arzeneywissenschaft (erste Sammlung Berlin 1791, zweite Sammlung Libau 1796).
Neben zahlreichen medizinischen Abhandlungen verfasste Balk auch Gelegenheitsdichtung zu festlichen Ereignissen.